# Эффект де Хааза — ван Альфена
Эффект де Хааза — ван Альфена (в русском языке также распространено написание Эффект де Гааза — ван Альфена) —  явление периодического изменения магнитной восприимчивости с ростом магнитного поля при низких температурах. Впервые обнаружен де Хаазом и ван Альфеном в 1930 году.

## История открытия
Осцилляционная зависимость магнитной восприимчивости металла {\displaystyle \chi \left(H\right)}  от магнитного поля {\displaystyle H}, связанная с магнитным квантованием  энергии орбитального движения носителей заряда, теоретически была предсказана  Ландау в работе «Диамагнетизм металлов», опубликованной в 1930. В этом же году независимо появилось сообщение де Гааза и ван Альфена «Note on the dependence of the susceptibility of diamagnetic metal on the field» о наблюдении осциллирующей зависимость {\displaystyle \chi \left(H\right)} при изменении магнитного поля в монокристаллах висмута . Эффект получил название по именам авторов экспериментального открытия. Со временем осцилляции  де Гааза  – ван Альфена (дГвА) были обнаружены во многих металлах .
Впервые на возможность изучения геометрии поверхности Ферми (ПФ) {\displaystyle \varepsilon =\varepsilon _{F}} электронов проводимости по периоду осцилляций дГвА обратил внимание Онсагер в 1952 г. в статье «Interpretation of de Haas van Alphen effect».  Онсагер, исходя из правила квантования Бора — Зоммерфельда,
{\displaystyle S\left(\varepsilon ,{{p}_{H}}\right)=2\pi \hbar \left(n+\gamma \right){\frac {eH}{c}},}
записал связь между номерами максимумов на осцилляционной зависимости, которым соответствуют значения поля  {\displaystyle H_{n}}, и экстремальными сечениями  {\displaystyle {S}_{m}(\varepsilon _{F})}  ПФ  плоскостями  {\displaystyle {p_{H}}=const},  где {\displaystyle p_{H}} — проекция импульса электрона на направление магнитного поля, {\displaystyle \gamma <1},
{\displaystyle n+\gamma =\left(hc/e\right){S_{m}}/{{H}_{n}}.\qquad \qquad (1)}
Строгое решение в квазиклассическом приближении задачи о зависимости магнитной восприимчивости металла {\displaystyle \chi \left(H\right)} от величины магнитного поля при наиболее общих предположениях о законе дисперсии электронов проводимости было получено И. М. Лифшицем и А.М. Косевичем в 1954 . Общая формула, которая описывает осцилляции магнитной восприимчивости сейчас известна в научной литературе, как формула Лифшица — Косевича.  В том же 1954 году в работе И. М. Лифшица и А. В. Погорелова, было показано, что если известны все экстремальные сечения произвольной выпуклой ПФ, то можно однозначно определить ее форму.

## Формула Лифшица — Косевича
Авторы теории нашли осциллирующую часть магнитного момента вдоль магнитного поля:
{\displaystyle {{M}_{osc}}\simeq -A_{LK}\sin \left({\frac {c}{e\hbar H}}{{S}_{m}}\mp {\frac {\pi }{4}}-2\pi \gamma \right)\cos \left(\pi {\frac {m_{c}}{{m}_{0}}}\right);}
где амплитуда равна
{\displaystyle A_{LK}={\frac {V}{\pi ^{2}{\sqrt {2\pi }}\hbar ^{3}}}\left({\frac {e\hbar }{c}}\right)^{3/2}{\frac {S_{m}{\sqrt {H}}}{{{\left|{}^{{{\partial }^{2}}{{S}_{m}}}\diagup \!\!{}_{\partial p_{H}^{2}}\;\right|}^{1/2}}\partial {{S}_{m}}/\partial {{\varepsilon }_{F}}}}\Psi \left({\frac {2\pi ^{2}T}{\hbar \omega _{c}}}\right)}
при условиях,
{\displaystyle T\ll {\frac {\hbar eH}{{{m}_{c}}c}}\ll {{\varepsilon }_{F}};\quad {\frac {e\hbar H}{2{{m}_{0}}c}}\ll {{\varepsilon }_{F}};}
где {\displaystyle V} — объём металла, {\displaystyle \Psi \left(z\right)=z/\sinh z}, {\displaystyle T} — температура, {\displaystyle m_{0}} — масса свободного электрона, {\displaystyle \partial {{S}_{m}}/\partial {{p}_{H}}=0}, постоянная Больцмана {\displaystyle k_{B}=1}. Температурная зависимость амплитуды осцилляций позволяет найти значение циклотронной массы электрона {\displaystyle {{m}_{c}}={\frac {1}{2\pi }}{\frac {\partial {{S}_{m}}}{\partial {{\varepsilon }_{F}}}}}, {\displaystyle {{\omega }_{c}}={\frac {eH}{{{m}_{c}}c}}} - циклотронная частота. Осциллирующая часть магнитной восприимчивости {\displaystyle {{\chi }_{osc}}={{dM}_{osc}}/dH}.

## Объяснение
Объясняется квантованием движения электронов в магнитном поле. При абсолютном нуле температуры в отсутствие внешнего магнитного поля квазисвободные электроны в металле в пространстве импульсов занимают сферу (поверхность Ферми). При появлении внешнего магнитного поля движение квазисвободных электронов в металле становится квантованным в плоскости, нормальной к оси поля, а в направлении поля квантование отсутствует. Таким образом, под воздействием внешнего магнитного поля сфера Ферми превращается в ряд концентрических цилиндров, оси которых параллельны внешнему магнитному полю, а поперечные сечения которых равны {\displaystyle {\frac {\pi eH\hbar }{c}},{\frac {3\pi eH\hbar }{c}}}. При возрастании напряженности внешнего магнитного поля {\displaystyle H} цилиндры расширяются и высота наружного цилиндра уменьшается до нуля. Затем его место занимает следующий цилиндр и так далее. Таким образом, средняя энергия электронов периодически зависит от напряженности магнитного поля, что вызывает периодическое изменение магнитной восприимчивости {\displaystyle \chi =-{\frac {-d^{2}{\bar {E}}}{dH^{2}}}}.